# The Saboteur
The Saboteur – komputerowa przygodowa gra akcji z otwartym światem prowadzona z widoku trzeciej osoby umieszczona w realiach II wojny światowej we Francji okupowanej przez III Rzeszę. Wydana przez Electronic Arts i wyprodukowana przez Pandemic Studios, które po wydaniu gry zostało zamknięte.
Gra miała dostać kilka DLC i kontynuację, ale zanim to nastąpiło, studio deweloperskie zostało zamknięte przez EA. Były pracownik Pandemic wspomniał o tym w wywiadzie w ramach podcastu GameHugs.

## Fabuła
Główny bohater, Sean Devlin jest irlandzkim mechanikiem, regularnie startującym w wyścigach. W 1940 roku, po zwycięstwie w wyścigu w Saarbrücken Kurta Dierkera, nazistowskiego pułkownika, Sean i jego najlepszy przyjaciel, Jules Rousseau, zakradają się do jego posiadłości i niszczą samochód Dierkera, lecz zostają złapani. Podczas przesłuchania, Dierker zabija Jules'a w przekonaniu, że jest on brytyjskim szpiegiem. Seanowi udaje się uciec. Przez resztę gry Sean próbuje schwytać i zabić Dierkera. Zostaje zwerbowany przez francuski ruch oporu, którego liderem jest znany pisarz, Luc Gaudin. Gra toczy się podczas II wojny światowej i niemieckiej okupacji Francji, lecz wojna sama w sobie jest używana tylko jako tło dla głównego wątku, którym jest zemsta na Dierkerze, pomszczenie Jules'a i ochrona jego siostry.

## Rozgrywka
Gracz ma możliwość odkrywania okupowanego Paryża, niektórych francuskich prowincji oraz Saarbrücken w Niemczech. Kolor jest kluczowym elementem rozgrywki. Obszary, które są w dużym stopniu kontrolowane przez Niemców, są reprezentowane w czerni i bieli, z wyjątkiem tęczówek oczu bohaterów, świateł miasta, krwi, niebieskiego symbolu francuskiego ruchu oporu i różnych symboli niemieckich, które są czerwone. W celu przywrócenia koloru gracz musi osłabić okupację w okolicy. W kolorowych obszarach Niemcy nie będą w pełni zlikwidowani, lecz nie będą już tak wszechobecni. Ponadto, w kolorowych obszarach Francuzi będą odgrywać aktywną rolę w walce z okupantami. Na przykład, jeśli gracz wda się w bójkę z niemieckimi żołnierzami w kolorowym obszarze, francuski ruch oporu, Maquis oraz przechodnie będą mu pomagali.
Podczas gry gracz może usprawniać swoje umiejętności w formie „perków”, które wprowadzają usprawnienia takie jak: podwyższona celność, liczba amunicji czy zwiększona siła rażenia. Gracz otrzymuje „perki” za wykonywane zadania specjalne takie jak: unikanie alarmów, zabijanie żołnierzy czy niszczenie wrogiej infrastruktury.
W przypadku zgonu gracza, straci on całą broń i granaty, jakie posiadał. Gracz może kupować broń, amunicję oraz ładunki wybuchowe na czarnym rynku. Raz kupiona broń staje się dostępna dla gracza na zawsze.

### „Midnight Show” i nagość
Kod do pobrania patcha zatytułowanego „Midnight Show” był darmowy dla tych, którzy zakupili nowy egzemplarz gry na konsole PlayStation 3 oraz Xbox 360. W wersji na komputery osobiste dodatek był już zawarty na płycie z grą.
Dodatkowa zawartość dodaje domy publiczne i miejsca do ukrycia. Oferuje ona również minigrę, w której gracz może zdobyć przedmioty, których nie da się zdobyć podczas głównej kampanii takie jak specjalny samochód. Przede wszystkim instalacja dodatku sprawia, iż wszystkie dziewczyny w domach publicznych i klubach nocnych chodzą nago. Wywołało to wiele kontrowersji podczas premiery gry.

## Odbiór gry
Oceny dla The Saboteur są na ogół korzystne. W styczniu średnia ocen na Metacritic wynosiła 73%.
IGN ocenił The Saboteur na 7,5/10 chwaląc muzykę oraz czarno-białą kolorystykę, krytykując brzydką animację ruchów oraz niedopieszczoną rozgrywkę.
W wersji na PlayStation 3 zauważono bardzo dobre wykonanie Antyaliasingu (16xAA), z którym w innych grach konsola często ma problem.